# Paul Raci
Paul Raci (7 de abril de 1948) é um ator americano. Veterano do teatro, do cinema e da televisão, ele apareceu em uma variedade de projetos, incluindo pequenos papéis em Baskets e Parks and Recreation.
Raci recebeu aclamação da crítica por sua atuação como Joe, o mentor surdo do personagem principal de Sound of Metal (2020). Por esse papel, recebeu o Prêmio de Melhor Ator Coadjuvante da Sociedade Nacional de Críticos de Cinema e outros prêmios, incluindo uma indicação ao Independent Spirit, BAFTA e ao Oscar de Melhor Ator Coadjuvante. De acordo com o diretor Darius Marder, vários atores de alto nível foram abordados para o papel, mas por uma questão de autenticidade, Raci foi selecionado porque foi criado como filho de pais surdos e é fluente na Língua de Sinais Americana.